# Drenge
Pour les articles homonymes, voir Boy.
Pour plus de détails, voir Fiche technique et Distribution.
Drenge (littéralement : Garçons) est un film dramatique danois réalisé par Nils Malmros et sorti en 1977.
Le film est sélectionné comme entrée danoise pour concourir dans la catégorie du meilleur film en langue étrangère à la 50e cérémonie des Oscars, mais n'est pas retenu dans la sélection finale.

## Fiche technique
- Titre : Drenge
- Réalisation : Nils Malmros
- Scénario : Nils Malmros et Frederick Cryer
- Musique : Gunner Møller Pedersen
- Photographie : Morten Arnfred, Morten Bruus et Dirk Brüel
- Montage : Janus Billeskov Jansen
- Production : Steen Herdel et Nils Malmros
- Société de production : EBC Films et Steen Herdel Filmproduktion
- Pays de production :  Danemark
- Genre : Drame
- Durée : 83 minutes
- Date de sortie : 
  - Danemark : 26 février 1977

## Distribution
- Lars Junggren : Ole
- Inez Thomsen : Marianne
- Ilse Rande : Merethe
- Jesper Hede : Kresten
- Mette Marie Hede : Mette
- Lone Rode : la mère d'Ole
- Poul Clemmensen : la père d'Ole
- Svend Schmidt-Nielsen : le père de Marianne
- Lotte Hermann : la tante
- Ib Tardini : Victor
- Lisbet Lipschitz : Ulla
- Lis Nielsen : l'infirmière en chef
- Flemming Ytzen
- Mads Ole Erhardsen : Ole à 5 ans